# Brevet logiciel en Europe
Le brevet logiciel en Europe est encadré par l'office européen des brevets (OEB) selon la convention sur le brevet européen (CBE). Elle a été établie à l'origine à la Convention de Munich du 5 octobre 1973, mais c'est une révision (CBE 2000) qui s'applique depuis 2007.
La brevetabilité du logiciel n'y est pas accepté « en tant que telle » d’après l'article 52.
Du fait de la non-correspondance avec d'autres acceptations comme celle des États-Unis ou du Japon le sujet a fait l'objet de débats, en particulier au Parlement européen jusqu'en 2005 où la modification de cette exception a été définitivement rejetée.

## Définition en Europe du brevet logiciel

### L'article 52 de 1973
« 
Inventions brevetables :
(1) Les brevets européens sont délivrés pour les inventions nouvelles impliquant une activité inventive et susceptibles d’application industrielle.
(2) Ne sont pas considérés comme des inventions au sens du paragraphe 1 notamment :
a) les découvertes ainsi que les théories scientifiques et les méthodes mathématiques ;
b) les créations esthétiques ;
c) les plans, principes et méthodes dans l’exercice d’activités intellectuelles, en matière de jeu ou dans le domaine des activités économiques, ainsi que les programmes d’ordinateurs ;
d) les présentations d’informations.
(3) Les dispositions du paragraphe 2 n’excluent la brevetabilité des éléments énumérés aux dites dispositions que dans la mesure où la demande de brevet européen ou le brevet européen ne concerne que l’un de ces éléments, considéré en tant que tel.
 »
— Article 52

### L'article 53 de la convention actuelle
Exceptions à la brevetabilité.
« 
Les brevets européens ne sont pas délivrés pour :
a) les inventions dont l'exploitation commerciale serait contraire à l'ordre public ou aux bonnes mœurs, une telle contradiction ne pouvant être déduite du seul fait que l'exploitation est interdite, dans tous les États contractants ou dans plusieurs d'entre eux, par une disposition légale ou réglementaire ;
b) les variétés végétales ou les races animales ainsi que les procédés essentiellement biologiques d'obtention de végétaux ou d'animaux, cette disposition ne s'appliquant pas aux procédés microbiologiques et aux produits obtenus par ces procédés ;
c) les méthodes de traitement chirurgical ou thérapeutique du corps humain ou animal et les méthodes de diagnostic appliquées au corps humain ou animal, cette disposition ne s'appliquant pas aux produits, notamment aux substances ou compositions, pour la mise en œuvre d'une de ces méthodes.
 »

### Au sujet de cet article
L'interprétation de l'expression « en tant que tels » prête cependant à controverse. À l'heure actuelle (CBE 2000, la CBE 1973 n'étant plus en vigueur), les brevets logiciels ne sont pas délivrés lorsque le logiciel est revendiqué seul, c'est-à-dire sans qu'il soit associé à un système produisant un résultat technique.
Bien que la jurisprudence de l'OEB reste hésitante sur le sujet, il semble que les programmes d'ordinateurs puissent aujourd'hui faire l'objet d'un brevet :
"A condition qu'ils puissent produire un effet technique (...), tous les programmes d'ordinateurs peuvent être considérés comme des inventions au sens de l'article 52 (1) CBE et peuvent être objet de brevet si les autres conditions posées par la CBE sont satisfaites" (OEB, ch. rec. tech., T0935/97, 4 février 1999)
Une nouvelle version de la CBE (Convention pour le brevet européen, ou convention de Munich) a été négociée et entre en vigueur le 13 décembre 2007.
Lorsque le demandeur voit sa demande de brevet rejetée, il peut faire appel. Des dizaines de décisions des chambres de recours de l'OEB ont donc été prises concernant la brevetabilité des logiciels créant peu à peu une jurisprudence.
Les décisions suivantes sont considérées comme étant marquantes et représentatives de la position de l'OEB quant à la brevetabilité ou non des logiciels :
- VICOM  T 208/84,
- IBM  T 38/86,
- SOHEI  T 769/92,
- IBM T 1173/97 et T 935/97,
- Hitachi T 258/03.

Une proposition de directive réglementant le brevet logiciel en Europe a été votée au Parlement européen en septembre 2003, mais, à la suite d'un désaccord avec le Conseil des ministres, devait y passer en seconde lecture à l'automne 2004.
C'était sans compter sur la position de la Pologne. Sa prise de position contre le projet de directive élaboré par le Conseil a suspendu la majorité qualifiée. Le vote a été repoussé par la Pologne lors de la réunion des ministres de l'Agriculture du 24 janvier 2005.
Le 2 février 2005, la Commission juridique du Parlement européen demande à la Commission européenne de récrire sa proposition de directive et le 10 février, à la suite d'un vote du parlement néerlandais, la directive est retirée du programme du Conseil des ministres européen du 17 février 2005.
Finalement, le 6 juillet 2005, le Parlement européen a rejeté la position commune du Conseil des ministres avec 648 votes pour le rejet et seulement 14 contre. La Commission européenne avait annoncé auparavant qu'en cas de rejet par le Parlement, elle ne représenterait pas le texte.

## Débats au parlement européen
Le Parlement européen a passé en première lecture à la rentrée 2003 un projet d'une directive restreignant les brevets logiciels dans l'Union européenne (364 voix pour, 153 voix contre, 33 abstentions). La directive a été votée le 24 septembre 2003 à 12 h 30. Après discussion et éventuellement modification par le Conseil de l'UE et par la Commission européenne, elle devra être votée une deuxième fois par le Parlement européen. Il est également possible que la Commission européenne décide de retirer ce projet de directive entre-temps.
Sous la présidence irlandaise et en totale contradiction avec le vote du 24 septembre 2003 du Parlement européen mettant une limite claire à la brevetabilité des logiciels, le Conseil européen du 18 mai 2004 a adopté un texte comportant une part des amendements du Parlement européen. Amendements qui ne sont pas adoptés par le Conseil étaient évidemment contre l'Accord ADPIC ou incompatibles avec des autres articles du projet d'une directive.[pas clair]
La Business Software Alliance (BSA), association représentant des multinationales du logiciel comme Microsoft, Adobe Systems, demande à la Commission européenne une brevetabilité pour chaque invention nouvelle et non « évidente ». D'autres associations comme l'European Information and Communications Technology Industry Association (EICTA) sont aussi favorables aux brevets, si l'invention concerne une nouvelle solution technique qui n'est pas « évidente ». Pour ces multinationales, ces brevets encourageraient la créativité, en permettant aux créateurs de profiter des fruits de leurs innovations. La parlementaire européenne d'Irlande du Nord Arlene McCarthy (Parti socialiste européen) s'est également déclarée favorable aux brevets sur les logiciels.
Pour ses opposants, parmi lesquels on compte non seulement des partisans du logiciel libre (AFUL, April, EUROLINUX, Léa-Linux) mais aussi des PME, des étudiants, OpenEdition Journals, le Beuc (Bureau européen des unions de consommateurs), des hommes politiques de tous horizons et des professionnels du secteur, ces brevets permettraient à ces multinationales de taxer les petits développeurs pour leurs créations, voire d'empêcher l'émergence de concurrents. Ainsi, le site Léa-Linux écrit à tous les députés européens français par courrier postal pour leur demander de ne pas laisser passer la loi sur les brevets logiciels en Europe.
L'Organisation mondiale de la propriété intellectuelle (OMPI) désirait organiser une rencontre entre ses membres et les avocats des biens publics, mais l'USPTO (Office des brevets et des marques aux États-Unis) s'y est opposé (À propos de l'OMPI).
Des sites Web ont fermé ou laissé un message en signe de protestation. Cette protestation n'a cependant pas eu une grande utilité dans la mesure où, il faut le rappeler, le brevet a une portée nationale. Ainsi, une décision qui concernerait l'Office Européen des Brevets (OEB) n'aurait d'impact qu'au niveau des états membres de l'OEB.
Le Conseil de l'Union européenne du 7 mars 2005 a approuvé (en première lecture) la directive sur la brevetabilité des logiciels.
Le Parlement européen a finalement voté contre la directive le mercredi 6 juillet 2005 avec 648 voix CONTRE et 14 voix POUR (Voir la note du Parlement sur le vote[Où ?]). Michel Rocard, opposé à cette directive, a déclaré : "c'est mieux de ne pas avoir de texte que d'en avoir un mauvais".
La directive visait à définir plus clairement la façon dont les critères (inchangés) de brevetabilité devaient être appliqués aux inventions mises en œuvre par logiciel (computer-implemented inventions). En particulier, avec ou sans directive, les logiciels en tant que tels ne sont pas et ne deviendront pas brevetables en Europe. Par contre, en l'absence d'harmonisation (tel était le but de la directive), la jurisprudence des différents États membres restera relativement hétérogène, et certains d'entre eux continueront à se montrer plus généreux que d'autres dans la délivrance de brevets concernant des inventions de ce type. Les spécialistes du domaine des brevets (à ne pas confondre avec les grandes entreprises du secteur) ne partagent donc pas tous l'enthousiasme de certains parlementaires concernant le rejet de cette proposition de directive.
En 2008, l'Association pour une infrastructure de l'information libre décrète une journée mondiale contre les brevets logiciels le 24 septembre à la suite de la directive du Parlement européen de 2003.